# Ворота Намазгох
Ворота Намазгох (узб. Namozgoh darvozasi) — утраченные крепостные ворота в Бухаре (Узбекистан), возведённые в XVI веке в эпоху правления представителей узбекской династии Шейбанидов, в тогдашней столице Бухарского ханства. Были установлены на южной части бухарской крепостной стены. Являлись одними из 11-ти когда либо существовавших ворот Бухары. Рядом у ворот находился дом (ныне дом-музей бухарского купца) принадлежавший первому руководителю правительства Узбекской ССР — Файзулле Ходжаеву. Ворота разрушены при Советской власти, возможно, в начале 1950-х годов.
Ворота получили своё название от находившийся не совсем далеко за ними одноимённой мечети для годовых праздников Курбан и Рамазан.